# Machinima, Inc.
Machinima, Inc. fue una red de entretenimiento estadounidense multiplataforma propiedad de Warner Bros y Otter Media, fundada por Hugh Hancock en enero del 2000, cuyo contenido trataba principalmente sobre animaciones, noticias, fandom y cultura sobre los videojuegos. Tenía su sede en Los Ángeles, California.
Se originó como un sitio web para su homónimo, machinima, que usa el motor gráfico de un videojuego para crear animaciones, además de presentar artículos sobre Machinima y contenido sobre cine y tecnología. Inicialmente, el sitio web ayudó a llamar la atención sobre machinima como una forma de arte y a fomentar producciones basadas en motores de juegos distintos a los de la serie de juegos de computadora de disparos en primera persona de id Software, Quake. Con el tiempo, el enfoque del sitio web cambió a la programación de entretenimiento general centrada en la cultura de los videojuegos.
El 16 de enero de 2006, marcó un hito al crear su canal oficial en YouTube, convirtiéndose en la principal red que se dedicaba a subir contenido sobre videojuegos a la plataforma. Esta iniciativa abrió la oportunidad para que los youtubers pudieran ganar dinero al firmar un contrato con Machinima, lo que llevó a la mayoría de creadores de contenido a unirse a la plataforma. Como resultado, el canal se convirtió en el epicentro para ver el contenido sobre videojuegos más popular de la plataforma. Con el paso del tiempo, el canal acumuló la cifra de 12 millones de subscriptores.
En 2016, fue comprada y adquirida por Warner Bros. Y a finales de 2018, Machinima fue adquirida nuevamente por Otter Media, por lo que todos los creadores de contenido fueron transferidos a Fullscreen, otra agencia operada por Otter Media.
El 1 de febrero de 2019, Machinima cerró sus puertas despidiendo a 81 trabajadores y colocó todos sus vídeos en privado de todos sus canales de Youtube, a pesar del cierre, un selecto número de trabajadores siguieron en la compañía que prestó sus servicios para mejorar el catálogo de Otter Media.

## Historia

### Inicios

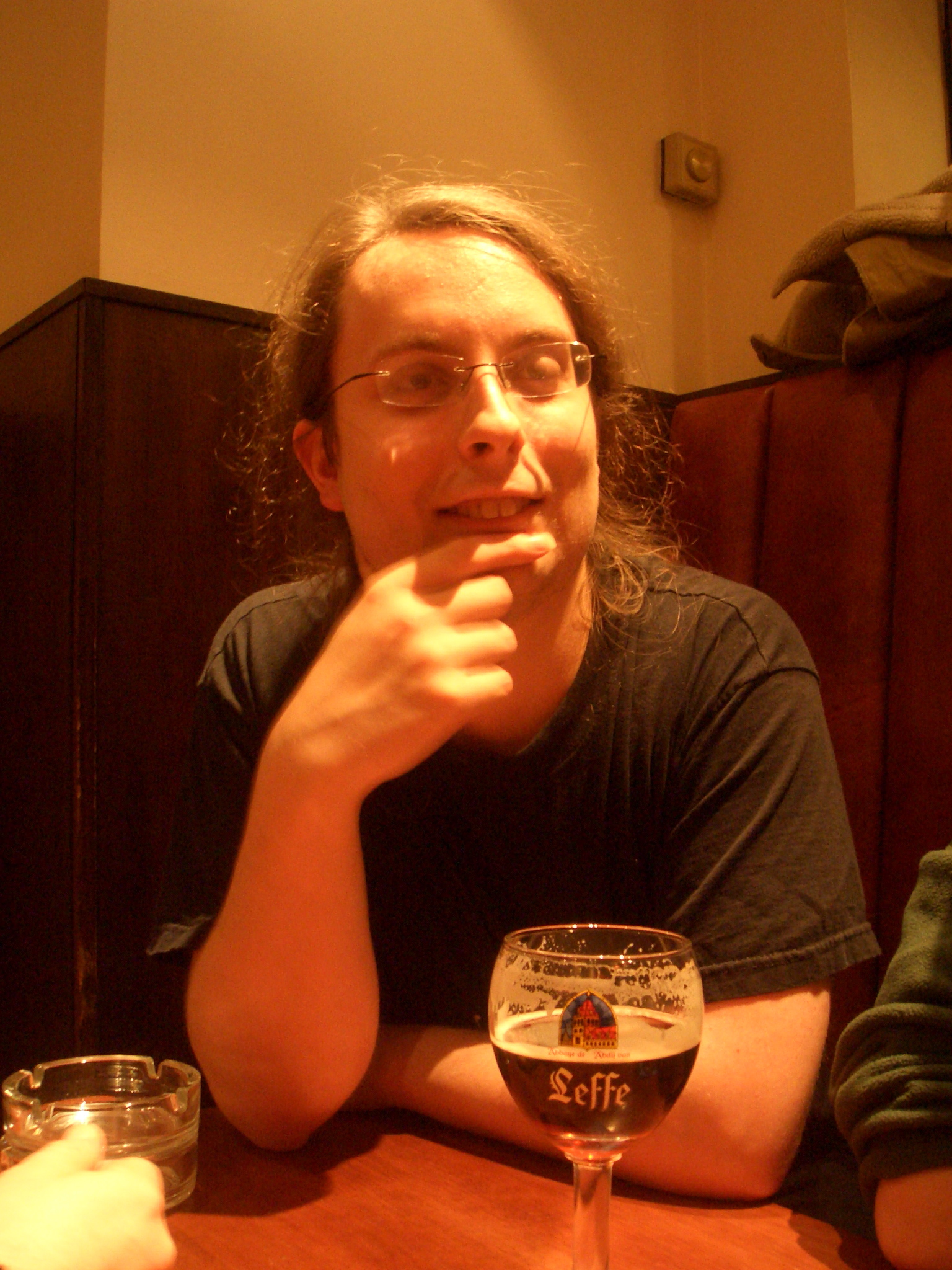
Hugh Hancock, fundador de Machinima en 2004.

En diciembre de 1999, id Software lanzó Quake III Arena. Según Paul Marino, director ejecutivo de la Academia de Artes y Ciencias de Machinima, los cineastas que habían estado usando versiones anteriores de la serie Quake para grabar videos animados, luego llamados "películas de Quake", estaban inicialmente emocionados, pero el entusiasmo disminuyó cuando id Software anunció que, en un intento por reducir las trampas en los videojuegos multijugador, emprendería acciones legales contra cualquiera que divulgara detalles del código de red de Quake III, que estaba incluido en el formato de archivo de demostración del juego. Esto impidió el uso de herramientas de edición de demostración personalizadas que habían facilitado la creación de videos que usaban los formatos de archivo de demostración más antiguos de Quake y Quake II, lo que ralentizó el lanzamiento de nuevas películas de Quake. Otro factor que contribuyó a este declive fue que la naturaleza autorreferencial de las situaciones relacionadas con el juego y los comentarios de las películas de Quake estaban perdiendo novedad. Marino explicó sin rodeos que "la broma se estaba volviendo vieja". Por lo tanto, la comunidad cinematográfica de Quake necesitaba reinventarse.
En enero de 2000, se creó Machinima.com, creada por Hugh Hancok como un recurso para creadores de contenido que usaban computadoras y videojuegos como medios. El nombre del sitio era ajeno a la comunidad cinematográfica de Quake. El término Machinima fue originalmente machinema de las palabras máquina y cine, pero Hancok había escrito mal el término en un correo electrónico anterior, y el nuevo nombre se quedó porque a él y Anthony Bailey, que había trabajado en Quake Done Quick, les gustó la referencia ahora incrustada al Anime.
El sitio tenía varios artículos sobre entrevistas y tutoriales, y pronto pudo adquirir lanzamientos exclusivos de nuevas producciones. Uno de esos trabajos, Quad God , fue el primero en utilizar Quake III Arena y el primero en ser lanzado en un formato de archivo de video convencional en lugar de un formato de archivo de demostración exclusivo de un determinado juego. El cambio a los medios convencionales ofendió a algunos productores de machinima, pero Quad God , de Tritin Films, ayudó a presentar Machinima a una audiencia más amplia ya solidificar el lanzamiento de Machinima.com. Matt Kelland, Dave Morris y Dave Lloyd llamaron al lanzamiento de Quad God "un momento clave en el desarrollo de Machinima". A su vez, a medida que Machinima.com se hizo más popular a lo largo de 2000, otros motores de juegos, como el de Unreal Tournament , se convirtió en la base de nuevas producciones y en el foco de nuevas herramientas de software para Machinima.

### 2006-2016
En el 16 de enero de 2006 creó su canal oficial en YouTube donde se convertiría en la red principal que se dedicaba a subir videojuegos a la plataforma, dándoles la oportunidad de ganar dinero al firmar un contrato con Machinima donde la mayoría de creadores de contenido llegaron a firmar con Machinima y el canal se convirtió en el sitio principal para ver el contenido sobre videojuegos más popular de la plataforma. Con el paso del tiempo, el canal acumuló la cifra de 12 millones de subscriptores.

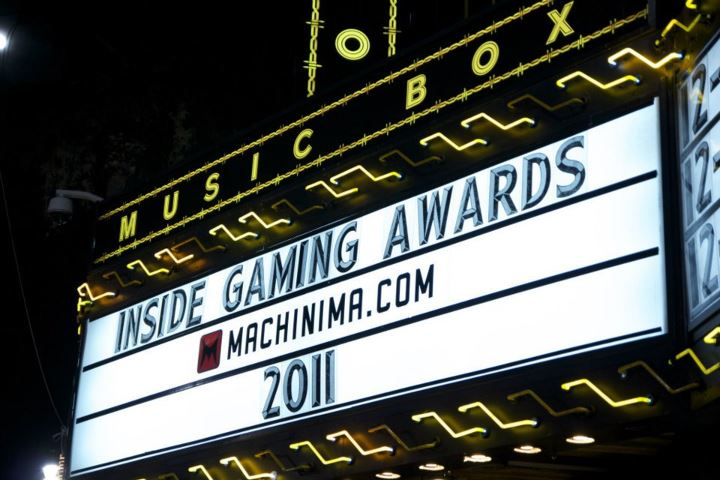
2011 Inside Gaming Awards presentados por Machinima

El 30 de enero de 2006, Hancock anunció su renuncia como editor en jefe de Machinima.com y que el control del sitio sería transferido al personal de Machinima, Inc. Entre las razones citadas para el cambio estaban las diferencias en el enfoque de la sitio y el deseo de dedicar más tiempo a la producción de Machinima 2006 de Strange Company BloodSpell. Hancock calificó la decisión como "posiblemente el mayor paso que he dado desde que fundé Strange Company hace casi nueve años". 
Llegó a un punto muy alto de popularidad durante los años de fama de Call of Duty en YouTube, que fueron entre 2007 y 2012. Machinima fue la red que hizo crecer los gameplays comentados. El canal de YouTube también realizaba directos bajo el nombre de ‘Machinima Live’ y se adentró un poco en el mundo de los esports con el ‘Machinima Vs’.Uno de los Shows más aclamados por los fáns era ‘Machinima Respawn’, donde participaban los populares youtubers Adam ‘SeaNanners» Montaya, Scott ‘Mr Sark’ Robison, and Shaun ‘Hutch’ Hutchinson.
Hacia fines de 2010, Machinima renovó su sitio web y eliminó los foros (queriendo que los usuarios usaran la página de Facebook en su lugar) y la capacidad de subir videos. Desde la renovación de su sitio web, Machinima había cambiado el enfoque del contenido real de Machinima. La red ahora se centró en la programación de entretenimiento y estilo de vida de los jugadores, transmitiendo únicamente a través de sus canales de YouTube.
Machinima también se expandió hasta América Latina y España, donde llegó a firmar con youtubers destacados como Willyrex, Mangel y Vegetta777.
En enero de 2012, Machinima interrumpió la transmisión de podcasts en iTunes sin un anuncio en la transmisión. Los episodios anteriores permanecieron disponibles, pero no han aparecido nuevos episodios en el feed desde que se movieron a YouTube exclusivamente. En junio de 2012, Machinima se asoció con Meteor Entertainment para promover Hawken, un juego en línea gratuito muy esperado que se lanzó posteriormente en diciembre de 2012. En el mismo mes, Microsoft anunció la inclusión de la programación Machinima en Xbox Live durante la Electronic Entertainment Expo 2012. En ese mismo mes, El Rubius anunció que se cambiaba de cuenta a elrubiusOMG porque en ese momento no podía asociarse a un contrato con Machinima debido a una denuncia por Copyright.
En mayo de 2012, Google invirtió $ 35 millones en Machinima. Fue la primera vez que Google ha respaldado abiertamente a una empresa de contenido al adquirir una participación accionaria. En diciembre de 2012, Machinima.com anunció que despediría a 23 empleados de su fuerza laboral. Machinima dijo que los despidos se debían a la reorganización como parte de su estrategia de crecimiento global, pero que aún estaban contratando otras divisiones clave mientras se producían estos despidos.
A finales de 2012, Machinima alcanzó el cuarto lugar en el ranking de suscriptores de YouTube con más de 5 millones de suscriptores. Los únicos canales que impidieron que Machinima se convirtiera en el número uno en ese momento fueron Smosh, nigahiga y RayWilliamJohnson, los tres de los cuales en ese momento tenían más de 6 millones de suscriptores. A diciembre de 2018, el canal tenía más de 12 millones de suscriptores.
A principios de 2014, el canal principal volvió brevemente a subir series y películas originales de Machinima. En marzo de 2014, Warner Bros. lideró una ronda de financiación de 18 millones de dólares para Machinima. Casi al mismo tiempo, el fundador Allen DeBevoise renunció como CEO y se convirtió en el nuevo presidente. El ex director de operaciones de Ovation, Chad Gutsein, se instaló en su lugar. En noviembre de 2014, Machinima anunció planes para cambiar la marca de su red, con un logotipo renovado y un nuevo lema, "Heroes Rise". La agencia Matthew Finio Creative produjo una identificación en video con la palabra "Machinima" susurrada por la cantante de jazz Melissa Morgan. 
En febrero de 2015, la compañía recaudó 42 millones de dólares adicionales en fondos liderados por Warner Bros. Machinima dijo que los fondos adicionales se utilizarían para acelerar el crecimiento a través de más inversiones en contenido y tecnología para servir mejor a las audiencias, anunciantes, creadores y distribuidores de la empresa.
El 12 de octubre de 2016, fuentes dijeron a los sitios de medios que Warner Bros. se estaba acercando a un acuerdo para adquirir Machinima y sus propiedades de marca. La noticia se confirmó cuando el 17 de noviembre de 2016 Warner Bros compró Machinima por 100 millones de dólares y operó junto a una parte de propiedad total del grupo Warner Bros, albergando los negocios digitales y over-the-top del estudio.

### 2018-2019 (Cierre)

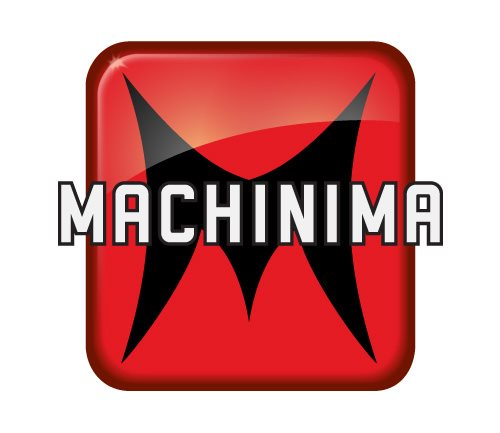
Logotipo de Machinima usado hasta 2018.

El 14 de febrero de 2018, después de integrarse en Warner Bros. Digital Networks, Machinima presentó un nuevo logotipo y planeó cambiar su programación hacia contenido centrado en el juego y lejos del modelo de red multicanal.
En junio de 2018, la empresa matriz de Warner Bros., Time Warner, fue adquirida por AT&T y rebautizada como WarnerMedia. AT&T es propietaria de Otter Media, que administra la red multicanal Fullscreen, Rooster Teeth, que de manera similar produce contenido orientado a juegos y series web, y el servicio de transmisión por secuencias orientado al anime Crunchyroll. Después de la compra, AT&T compró la participación de Chernin Group en la empresa, convirtiendo a WarnerMedia en el único propietario. En noviembre de 2018, Deadline Hollywood informó que AT&T se estaba preparando para reorganizar Machinima en Otter Media. Al mes siguiente, la fusión se llevó a cabo como parte de una reorganización más grande de Otter Media, que resultó en despidos del 10% de los trabajadores de la compañía.
Después de una etapa de éxito, Machinima no pudo seguir compitiendo con el fiero mercado digital que se había formado durante los últimos años. Aparentemente, desde la compañía llegó a plantearse algún tipo de sistema de suscripción que permitiera fortalecer un contenido e ingresos constantes, pero fue el equipo de dirección, quien en última instancia acabó por descartar tal idea.
El 1 de febrero de 2019, después de estar casi 20 años activo, se anunció oficialmente el cese de operaciones de Machinima que dejó sin empleo a 81 trabajadores. A pesar del cierre, un selecto número de empleados de Machinima siguieron en la compañía, que ahora presta servicios de manera activa para mejorar el catálogo de Otter Media.
Desde el cierre, Machinima interrumpió abruptamente sus canales de YouTube, con todos sus videos configurados como privados. Más tarde se cargaron varias series de Machinima en el sitio web de Rooster Teeth.

## Programación
El contenido de Machinima se alojó principalmente en varios canales de YouTube. El contenido subido a estos canales es producido internamente o por directores firmados. Machinima también ha utilizado plataformas de redes sociales para proporcionar a los fanáticos cargas destacadas, preguntas interactivas y cobertura de eventos en vivo.

### Inside Gaming
Inside Gaming fue la principal marca editorial de Machinima. Se proporcionó cobertura de noticias de juegos, avances y reseñas para más de 600.000 espectadores semanales a través de programas diarios y semanales en su canal de YouTube presentado por el entonces empleado Adam Kovic bajo el alias "The Dead Pixel". A menudo se lo veía en una forma machinima con el tema de Halo 3 en su casco Recon de color rojo lava.
Inside Gaming es el sucesor del segmento descontinuado de Machinima, Inside Halo , que tuvo menos éxito debido a la falta de noticias sobre la serie Halo. Inside Halo fue desarrollado y hospedado por "Soda God", quien alternaba el hospedaje semanal con Adam Kovic, quien se convirtió en el único presentador. Finalmente, un coanfitrión oficial, Matt Dannevik, se unió a Kovic en el set de Inside Gaming Daily; fue despedido en diciembre de 2012. Los productores Bruce Greene y James Willems coanfitriones habitualmente con Kovic, y han comenzado su propio canal de YouTube bajo Inside Gaming. Inside Gaming también organizó su propia entrega de premios anual, los "Inside Gaming Awards" en Los Ángeles. La entrega de premios celebra a los mayores desarrolladores y logros en la industria de los videojuegos, y presenta las mejores opciones de juego por parte de los espectadores y el personal de Inside Gaming . Las categorías en las que se seleccionan los juegos incluyen, entre otras: Juego del año, Mejor multijugador en línea y Mejores juegos originales.
El 26 de enero de 2015, los empleados de Inside Gaming Adam Kovic, Bruce Greene, Lawrence Sonntag, Joel Rubin, Sean "Spoole" Poole, James Willems y Matt Peake anunciaron que dejarían Machinima. El grupo ahora se conoce como Funhaus, una subsidiaria de Rooster Teeth Productions. El 9 de abril de 2015, Matt Dannevik anunció en un video que regresaría a Machinima y se haría cargo del canal Inside Gaming, con la ayuda de otros miembros de Machinima.
En febrero de 2019, tras el cierre de Machinima, se anunció que Inside Gaming se reviviría como una fusión con The Know de Rooster Teeth, con Sonntag como editor en jefe, y Kovic y Greene regresando como anfitriones junto con la ex periodista de IGN Alanah Pearce. También se anunció que Rooster Teeth también administraría los archivos de la serie.

### ETC News
ETC News, también conocido simplemente como ETC, fue el programa de noticias de entretenimiento de Machinima que comenzó en 2010. El nombre originalmente significaba "Entretenimiento, Tecnología, Cultura". Originalmente fue alojado por Khail Anonymous, quien luego dejó la compañía en 2014 y actualmente trabaja para Yahoo! Noticias. Recientemente, fue presentado por los empleados de Machinima, Ricky Hayberg y Eliot Dewberry, antes de su salida de la empresa. Originalmente transmitido en el canal principal de Machinima, el programa se trasladó a su propio canal el 30 de junio de 2016, aunque Ricky y Eliot todavía trabajaban para Machinima y el programa todavía era propiedad de ellos.
ETC Daily fue el programa principal, con programas semanales como TechNewsDay (originalmente Tech Tuesday, pero renombrado para eliminar la fecha límite inherente) para noticias de tecnología, Weekly Weird News para explorar titulares extraños y profundizar en noticias "locas", Noticias Dump para cubrir noticias de películas y TUGS (The Totally Uninformed Gaming Show) para noticias de juegos con el objetivo de satirizar lo que los presentadores consideraban periodistas de juegos que eran demasiado blandos con las compañías de juegos, aunque el programa luego se trasladó al canal especializado de juegos. Hora de la fiesta de ETC. Fuera de las noticias, el canal organizó el ETC Podcast, donde los presentadores entrevistaron a creadores como Dan Harmon & Justin Roiland, Mike Shinoda, Tony Hale, Ed Skrein, Elijah Wood, Kill The Noise, Verne Troyer, Alicia Malone, Kristian Harloff & Mark. Ellis y Dillon Francis.
El 27 de junio de 2018, el dúo cortó oficialmente los lazos con ETC News y lanzó un nuevo canal de YouTube conocido como Internet Today, tomando muchos programas de ETC y continuando allí. ETC Daily pasó a llamarse Internet Today y TUGS se canceló oficialmente. El podcast de ETC fue reelaborado en Idiots Watching Anime, una versión de la serie completa de algunos episodios que hicieron del Podcast de ETC donde los dos presentadores vieron algunos episodios de Dragon Ball Z, un programa con el que ambos no estaban familiarizados, y lo discutió con los amigos que sugirieron los episodios.

### Machinima Live
Machinima anteriormente realizó transmisiones en vivo en el canal de YouTube Machinima Live. Actualmente, la red se transmite en Twitch, y su canal alberga eventos de juego, cobertura de convenciones y más. Machinima Live también tuvo transmisiones en vivo las 24 horas, como la que tuvo lugar en 2010 después del lanzamiento de Call of Duty: Black Ops. El personal, los directores e invitados de Machinima participaron en el juego en turnos de cuatro horas en un intento por alcanzar el decimoquinto prestigio. Un evento similar también ocurrió después del lanzamiento de Call of Duty: Modern Warfare 3.

### Machinima VS
En 2012, Machinima se diversificó hacia el lado competitivo de los juegos con la inclusión de Machinima VS, un canal que presenta la cobertura de eventos de algunos de los mejores jugadores, equipos y presentadores. Sirvió como canal de deportes electrónicos de Machinima. Desde entonces, el canal se ha vuelto inactivo.

### Machinima Respawn

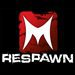
logo de Machinima Respawn

El 7 de diciembre de 2009, se lanzó el canal Machinima Respawn centrado en el juego de Machinima. Tenía una gran cantidad de programas sobre juegos y temas relacionados, así como el programa Respawn presentado por Adam Montoya, Scott Robison y Shaun Hutchinson. Inbox fue un programa posterior que ganó seguidores de culto por su comedia y las divertidas personalidades de los presentadores Scott Fisher y Scott Robison. En un momento, Machinima Respawn fue uno de los canales más suscritos en YouTube. Debido a los recortes presupuestarios en Machinima, la falta de vistas de la nueva programación sobre Respawn en años posteriores y la salida de Scott Robison, Shaun Hutchinson y Adam Montoya junto con Scott Fisher, Machinima Respawn se suspendió, no habiendo estado activo. Desde el 22 de febrero de 2015, Los esfuerzos de Respawn se cerraron, y el enfoque de la empresa en términos de series impulsadas por el juego se puso más en Machinima Realm, que luego pasó a llamarse Realm Games.

### Machinima Latino

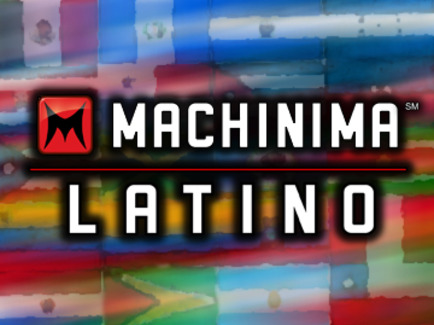
Logo de Machinima Latino.

Machinima Latino fue inaugurado en octubre del 2012 junto con Machinima Brasil, fue un canal en Youtube donde ajustaba su contenido al español para el público de Latinoamérica para presentar los acostumbrados videos de jugabilidad, trailers, noticias y parodias centradas en los videojuegos, Con la inclusión de reconocidos creadores en América Latina como No Me Revientes, Vete a la Versh y Club Nintendo, Machinima Latino se estableció como la red líder en entretenimiento en vídeo para jóvenes de América Latina. También ofrecía a los creadores de contenido de Latinoamérica unirse al proyecto y compartir su contenido a la comunidad.

### Machinima Brasil
Machinima Brasil fue presentado en octubre de 2012 en conjunto con Machinima Latino, ofreciendo una nueva forma de disfrutar el contenido de Machinima de manera específica para el público del idioma portugués. Presentando versiones locales de sus series de estreno como “Inside Gaming”, así como de entretenimiento y contenido de videojuegos producido en asociación con socios de los canales de Machinima, directores y creadores de la región.

### Realm games
Lanzado originalmente como Machinima Realm el 2 de agosto de 2010. Realm Games fue una de las franquicias clave principalmente centradas en el juego de Machinima. Originalmente solo se centraba en MMO y juegos de estrategia en tiempo real entre otros géneros, desde entonces se ha convertido en el centro principal de Machinima para el contenido de juego de creadores de contenido después del cierre de Machinima Respawn. Realm también desarrolló series de animación originales y creaciones únicas, como Beyond the Rift, una película de League of Legends, que se centra en una escena de lucha de dos personajes entre Jax y Veigar. Beyond the Rift alcanzó el millón de visitas en un período de 52 horas y llegó a la portada de Reddit como un éxito viral. El canal también emitió la serie de juegos League of Legends más exitosa de todos los tiempos en YouTube, llamada Random LoL Moments. En un lapso de cinco años, llegó a acumular más de 500 episodios. La franquicia de Realm Games fue operada por Shane Burruss (Shibby) desde 2013, hasta que la compañía cerró sus puertas en enero de 2019. Antes de que los canales de Machinima, incluido Realm, se volvieran privados, el enfoque era principalmente el contenido de Overwatch y League of Legends.

### Programación original

#### Terminator Salvation: The Machinima Series
El 18 de mayo de 2009, Machinima lanzó Terminator Salvation: The Machinima Series, una serie web animada que se desarrolla antes del videojuego y que conduce a los eventos de la película, que comprende seis episodios. La serie está ambientada en 2016 y sigue a Blair Williams (con la voz de Moon Bloodgood), quien está librando la guerra contra las máquinas en el centro de Los Ángeles, mientras rastrea al pirata informático llamado Laz Howard (con la voz de Cam Clarke) y trata de perseguirlo. unir bandos con la resistencia. La serie fue creada usando animación por computadora en tiempo real del videojuego. Fue distribuido por Warner Premiere y producido por Wonderland Sound and Vision y The Halcyon Company.

#### Mortal Kombat: Legacy
El 11 de abril de 2011, Machinima emitió Mortal Kombat: Legacy, una serie de acción en vivo producida por Warner Bros. Digital Distribution, Warner Bros. Interactive Entertainment y Warner Premiere con Michael Jai White, Darren Shahlavi y Jeri Ryan. Basado en la serie de videojuegos Mortal Kombat, Legacy sucede al cortometraje Mortal Kombat: Rebirth, que tiene lugar en un universo alternativo. Esta serie se transmitió exclusivamente en el canal de YouTube Machinima y obtuvo más de 60 millones de visitas combinadas.

#### Bite me

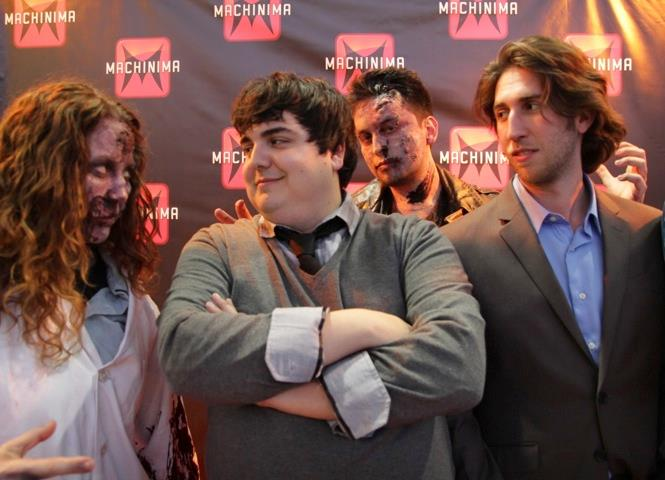
Bite Me: evento de alfombra roja de la temporada 2 con Justin Giddings y Yousef Abu-Taleb

Bite Me fue una serie web de dos temporadas lanzada el 31 de diciembre de 2010, sobre tres jugadores que se encuentran en medio de un brote de zombis de la vida real. Confiando solo en el conocimiento y las habilidades que han adquirido durante años de juego, dejan caer el controlador y recogen cualquier cosa que pueda usarse como arma. Para la primera temporada del programa, Machinima se asoció con Microsoft y Capcom y acumuló más de 14 millones de espectadores. La segunda temporada se lanzó el 6 de marzo de 2012 y también se transmitió en FEARnet, una red de cable de terror.

#### The Far Cry Experience
The Far Cry Experience fue una serie web de 5 episodios producida por Ubisoft y emitida en el canal de Machinima con la participación de Christopher Mintz-Plasse y Michael Mando. La serie se ambienta días antes de los sucesos del videojuego Far Cry 3 y trata sobre el actor Christopher Mintz-Plasse fue contratado por Ubisoft para filmar un programa de supervivencia donde se adentra en la inexplorada isla Rook, mientras más se adentra en la isla descubre que está habitada por una banda de piratas liderados por Vaas Montenegro, Christopher y su camarógrafo Barry tratan de escapar de los piratas pero son capturados por Vaas, Christopher es enterrado hasta el cuello en la arena de una de las playas de la isla Rook y es torturado por Vaas. La serie fue parte de la campaña publicitaría de Ubisoft para promocionar el lanzamiento de Far Cry 3.

#### Street Fighter: Assassin's Fist
El 23 de mayo de 2014, Machinima emitió Street Fighter: Assassin's Fist, una serie de acción en vivo de Street Fighter producida por Capcom y creada por Joey Ansah y Christian Howard, quienes hicieron el popular cortometraje Street Fighter: Legacy, repitiendo sus papeles como Ken y Akuma. de la película.

#### Justice League: Gods and Monsters Chronicles
En 2014, Machinima anunció que emitirían una serie animada de tres partes titulada Justice League: Gods and Monsters Chronicles que serviría como compañera de la película animada, Justice League: Gods and Monsters. En mayo de 2015, incluso antes de que la serie debutara, Machinima y DC Entertainment revelaron que había sido renovada para una segunda temporada de diez episodios que saldría al aire en 2016. La primera temporada se lanzó el 8 de junio de 2015, más de dos. semanas antes del estreno de la película. El creador de la serie, Sam Liu, informaría más tarde que la serie había sido archivada y que había "pasado a otros proyectos".

#### #4Hero
En mayo de 2015 se reveló que Machinima, en codesarrollo con Blue Ribbon Content y DC Entertainment, estaba desarrollando una adaptación de acción en vivo del clásico de culto de DC Comics Dial H for Hero, llamado # 4Hero. Se describió como una comedia de acción con muchos efectos visuales sobre una joven llamada Nellie Tribble que obtiene sus poderes de una aplicación de teléfono inteligente que le permite convertirse instantáneamente en una superhéroe por un corto período de tiempo. Sus superpoderes están dictados por cualquier tendencia en las redes sociales en ese momento.

#### DC's Hero Project
Hero Project de DC es un programa de concurso desarrollado por Machinima, Blue Ribbon Content y DC Entertainment. El programa trata de encontrar "el próximo gran creador del mundo de DC Comics". Se describe como un concurso entre ocho competidores que compiten en desafíos de eliminación para desarrollar un video corto de acción en vivo basado en sus interpretaciones de los personajes de la serie Starman de DC Comics. Uno de los jueces confirmados fue el escritor de best seller y director creativo de DC Entertainment, Geoff Johns.

#### Street Fighter: Resurrección
Street Fighter: Resurrection se transmitió exclusivamente en go90 en marzo de 2016.

#### Transformers: Prime Wars Trilogy
Transformers: Prime Wars Trilogy es una trilogía de series animadas creada en asociación con Hasbro para go90. Se basa en la franquicia Transformers de Hasbro y está ambientado en la familia de continuidad Transformers: Generation 1. Está dividido en tres partes, Combiner Wars, Titans Return y Power of the Primes, inspirándose en los toylines del mismo nombre, así como la línea de la historia de IDW Publishing's The Transformers .

### Machinima Prime
Machinima desarrolló un canal prémium para presentar contenido de calidad producido por creadores de contenido en red junto con las principales compañías de producción y estudios de Hollywood conocidos como Machinima Prime. Los programas semanales que se ejecutan en Prime incluyen Life on the Road, XARM, Prank Lab y Halo 4: Forward Unto Dawn. Después de una pausa de un año, el canal se relanzó el 17 de agosto de 2016 y se renombró como Prime, y todos los videos y series subidos anteriormente se hicieron privados. Algunos de los cortometrajes subidos al canal se han restablecido desde entonces, mientras que sus series permanecen ocultas. Desde entonces, el canal se ha vuelto inactivo.

#### Lista de series
Halo 4: Forward Unto Dawn
Halo 4: Forward Unto Dawn es una serie web de acción en vivo que debutó el 5 de octubre de 2012 y continuó hasta el lanzamiento de Halo 4 el 6 de noviembre de 2012. La serie representa la mayor inversión monetaria que Microsoft ha hecho en una Halo de acción en vivo. proyecto. El objetivo de la serie web era presentar la franquicia a personas que no estaban familiarizadas con los juegos. En esta serie, los fanáticos de Halo regresarían al infame comienzo de la guerra Humano / Covenant, cuando el Jefe Maestro inspiró a un joven cadete que eventualmente se convertiría en el comandante de la nave más grande de la UNSC: la UNSC Infinity.
XARM
XARM es un reality show de concepto de deportes de combate producido por Endemol USA en el que compiten luchadores. XARM es un deporte de combate brutal de rápido crecimiento con luchadores de todo el universo de MMA. Una combinación de lucha de brazos y MMA, XARM es visceral y sangrienta, no hay ningún lugar para esconderse ni escapatoria.
Prank Lab
Prank Lab es una nueva serie original de bromas prácticas capturadas con una cámara oculta. El programa es de Katalyst Media, la productora fundada por Ashton Kutcher y Jason Goldberg.
CLAN TH3
TH3 CLAN es una serie sobre un clan de jugadores de Call of Duty que se encuentran con varios problemas en su camino para prepararse para el torneo anual de juegos del clan Machinima, cuyo ganador recibe $ 50,000. El clan está formado por un jugador ultracorto llamado Aaron (Eric Pumphrey), su amigo Sam (Luke Baybak), un ex actor de televisión llamado Mike (Dylan Saunders) y un joven de 24 años llamado Josh (Kyle S. Moore). Fue un spin-off de la serie The Online Gamer de Reckless Tortuga.
Tainted Love
Tainted Love cuenta la divertida historia de un repartidor llamado Barry (Orlando Jones) y su novia Jezebel (Deanna Russo) que está embarazada, tratando de pagar el seguro de su bebé. Pero cuando Jezebel intenta robarle el dinero al jefe criminal de Barry, Fred Lucas (Eric Roberts), las cosas salen mal y Barry y Jezebel deben intentar sobrevivir con Fred Lucas y el vengativo detective Jerry Jamshid tras ellos.

### Happy Hour
Happy Hour fue un bloque (y más tarde un canal) centrado en la animación. Finalmente, el canal y el bloque fueron archivados, con el canal inactivo desde el 18 de agosto de 2015, sin nuevos episodios de ninguno de sus programas exclusivos desde el 28 de julio de 2015. Los programas se movieron del canal primario de Machinima y se movieron nuevamente después de Happy. Interrupción de la hora. Sin embargo, el canal resurgió el 7 de septiembre de 2016, con el estreno de la cuarta temporada de Happy Hour Saloon , una serie animada que parodia los videojuegos. Dejó de cargar contenido nuevamente el 11 de noviembre de 2016.

#### Lista de series
Battlefield Friends
Una serie animada sobre un grupo de amigos y un "novato" que juega a los populares juegos de disparos en primera persona Battlefield 3, Battlefield 4 y Battlefield Hardline. Originalmente alojado en el canal principal de Machinima, se trasladó a Happy Hour y luego volvió al canal principal para su quinta y sexta temporadas después de que se suspendiera Happy Hour.
Pre-Game Lobby
Pre-Game Lobby (PGL) fue una serie web creada por Michael Hyon Johnson (acreditado como Harabek) en 2008 y tuvo doce episodios y siete "minisodios" durante un período de dos años. PGL fue una mezcla de comedia de acción en vivo intercalada con machinima. Pre-Game Lobby abordó temas como: el racismo y el sexismo inherentes a la comunidad de los videojuegos, el abuso del alcohol y los peligros del efecto lemming en las redes sociales y los íconos de la cultura popular.
Matchmaking
Una machinima de Halo 3 creada por Darkspire Films y alojada tanto en YouTube como en Machinima.com, era una serie popular compuesta por varias grabaciones de comedia (generalmente de 30 segundos a dos minutos) protagonizada por tres jugadores: John, Vincent y Travis.
Arby 'n' the Chief
Una serie híbrida de acción en vivo / machinima creada por Jon Graham, inicialmente acreditado como DigitalPh33r y luego Jon CJG, que gira en torno a las vidas de las versiones de figuras de Halo 2 de Master Chief y el Arbiter mientras juegan videojuegos (generalmente Halo 3 y Halo: Reach) y pelean constantemente entre ellos. La serie es una comedia, pero también ha adoptado un estilo narrativo dramático a partir de su quinta temporada. La serie terminó inicialmente después de su tercera temporada, con una película titulada Endgame, pero luego se escindió como Arby 'n' the Chief en Los Ángeles por Machinima. Debido a la mala recepción de In LA, Graham recuperó el programa para una cuarta temporada que ignoró los eventos de en LA y Endgame y, en cambio, tuvo lugar después de la tercera temporada. Graham buscó terminar el programa nuevamente con su séptima temporada, que terminó el 17 de agosto de 2013. Sin embargo, el 6 de octubre de 2014, Jon Graham reveló que estaba contemplando producir una temporada adicional, sintiéndose insatisfecho con el final original que creó. El 22 de enero de 2015, Graham subió un teaser para una octava temporada a su canal personal de YouTube, que luego se estrenó el 5 de noviembre de 2015. Se emitió en el canal principal de Machinima durante sus primeras siete temporadas, con su octava (y supuestamente última). temporada que se transmite actualmente en el canal personal de Graham.
Sanity Not Included
Una serie de sketch comedia machinima creada por Dexter Manning y Lyle Burruss (acreditado como Dexterboy124 y GuitarmasterX7). Después de una serie de bocetos creados en varios videojuegos, la serie también presenta un segmento animado con versiones ficticias de Dexter y Lyle. Después de su tercera temporada, Lyle dejó el programa y fue reemplazado por ImmortalHDFilms. Inicialmente se emitió en el canal principal de Machinima, aunque se trasladó al canal Happy Hour de Machinima. Más tarde se trasladó de nuevo al canal principal de Machinima después de que el canal Happy Hour quedó inactivo, esta vez con Manning trabajando solo en el programa. Los segmentos animados fueron abandonados y ahora son una compilación de parodias machinima creadas por Manning bajo el nombre Sanity Not Included Shorts.
Sonic for hire
Una serie de comedia animada creada por Mike Parker y Michael William de LowBrow Studios. Estos cortos animados se centran en Sonic the Hedgehog mientras busca trabajo con Miles "Tails" Prower, Doctor Eggman, Earthworm Jim y Knuckles the Echidna. La tripulación se enfrenta a problemas típicos como la supervivencia y la quiebra, mientras que también se enfrenta a problemas menos típicos como iniciar un incendio, el mundo se derrumba y juegos de Chicken. La serie concluyó originalmente con siete temporadas y noventa y un episodios, con un total de trece episodios por temporada. Al igual que Sanity Not Included, se emitió en el canal principal de Machinima, pero se trasladó al canal Happy Hour para sus últimas temporadas. Una octava temporada que consta de 8 episodios se lanzó el 19 de marzo de 2019 bajo el título Hedgehog for Hire .
Two Best Friends Funtime Adventures
Un spin-off animado de la serie Two Best Friends Play Let's Play, escrito y expresado por los creadores de la serie Matthew Kowalewski y Patrick Boivin (TheSw1tcher) y animado por 2Snacks. La serie presenta versiones ficticias del elenco de Two Best Friends que exploran mundos basados en diferentes videojuegos mientras se discuten varias facetas de la cultura, la mecánica y la historia de los videojuegos. Mientras que los dos primeros episodios se emitieron en el canal principal de Machinima como su serie principal, los tres episodios restantes se publicaron exclusivamente en el canal Happy Hour. Fue cancelado después de cinco episodios.

## Integración a redes sociales
Machinima utilizó una variedad de servicios de redes sociales, incluidos Facebook y Twitter, como plataformas de distribución para sus producciones. Se integró con el servicio Apple IOS y Microsoft Xbox Live. Machinima publicaba con frecuencia contenido en varias redes sociales fundamentales para el concepto de compartir y generar visitas para los videos de Machinima.
La asociación de Machinima con Google incluyó la inversión de 30 millones de libras esterlinas de Google en Machinima.

## Ciberataque a Machinima
El 2 de diciembre de 2014, el grupo de Hackers Lizard Squad atacó la página oficial de Machinima haciéndose con ella, retocaron la página principal que quedó cubierta en caracteres de texto que formaban la silueta del logotipo de Lizard Squad en Twitter. Los registros de WHOIS aun mostraban como persona registrada al dominio Machinima, Inc, pero los contactos de administración y tecnología habían sido cambiados a Lizar Squad junto con una dirección de correo a un sitio ruso perteneciente al grupo.
Escribiendo en Twitter, Lizard Squad dijo: "El desafío de los matones de Machinima fue aceptado. Http://machinima.com ahora bajo nueva administración. Gracias. Ahora, haz algo".

## Polémicas y críticas
Como red multicanal, Machinima tenía más de 5.000 socios en todo el mundo que fueron contratados para producir contenido de vídeo bajo la marca Machinima. La empresa fue criticada por el uso de contratos perpetuos. Ben Vacas, conocido en la comunidad de YouTube como 'Braindeadly', atrajo la atención de los medios en enero de 2013 por problemas contractuales con Machinima. Según los términos de su contrato, a Machinima se le permitió colocar anuncios en los videos de Vacas y, a cambio, recibiría un porcentaje de las ganancias generadas. Sin embargo, el contrato también reveló que existía a perpetuidad, lo que significa que Machinima tendría los derechos de cualquier contenido creado por Vacas, publicado en su canal de YouTube asociado, en su vida, un detalle que Vacas no pudo leer.
Machinima ha enfrentado críticas de los miembros y espectadores de YouTube por la falta de transparencia con sus asociados, la colocación de anuncios en los vídeos de sus canales afiliados sin permiso y la falta de transparencia en el tema de los ingresos. El youtuber asociado Clash, también criticó a Machinima por colocar insensiblemente un anuncio en un vídeo dedicado a su perro, que estaba enfermo.
PewDiePie Antes de su asociación con la red multicanal Maker Studios, había firmado un contrato con Machinima. PewDiePie manifestó sentirse abandonado por Machinima y frustrado por el trato que le daban, así que acabó contratando a un abogado para que lo liberara de su contrato con la red.
El youtuber Husky, que crea contenido relacionado con Starcraft, detalló su propia experiencia trabajando con Machinima. "El contrato de Machinima ha cambiado muchas veces y tengo amigos en la red que tuvieron que firmar otro contrato a pesar de que ya habían firmado uno. Esto engaña a la gente para que no se dé cuenta de lo diferentes que son. Muchas personas en su red son muy joven y no entiendo completamente qué significan las ramificaciones de un contrato tan malo. Me consideraría bastante bien armado e incluso yo contemplé ir por ese camino".
El youtuber El camionero geek relato su experiencia con Machinima en su video Machinima - opinión después de 3 años con ellos. Donde cuenta que en sus primeros 2 meses no cobro nada por su contenido, la biblioteca de música no era buena, cada vez que contactaba con Machinima tardaban días en responder o nunca lo hacían, cuando solicitaba ayuda a Machinima estos le contestaban que no podían ayudarle. Todas las ayudas, beneficios y promociones que le prometieron eran falsas.
El 9 de mayo de 2018, el creador de Arby 'N' The Chief, Jon Graham, tuiteó que la mayor parte de la serie fue eliminada del canal de YouTube de Machinima por razones no especificadas.

### Publicidad encubierta para Xbox One
El 14 de enero de 2014 se descubrió que Machinima pago a varios Youtubers afiliados para que hablaran positivamente sobre la consola Xbox One. Machinima envío varios correos electrónicos a muchos de sus Youtubers afiliados donde les ofreció $3 por cada mil reproducciones en los videos que cumplieran una serie de características, como incluir al menos 30 segundos de duración mostrando algún juego de la consola, se debía mencionar específcamente la Xbox One y que estaba usando la consola o etiquetarlo con XB1M13, no se debía criticar a la consola de ninguna forma y se debía mantener en secreto el trato.
El caso más llamativo fue de dos influentes Youtubers a los que la red pagó hasta $45.000 por dos vídeos en los que lanzaban mensajes positivos sobre Xbox One y sus juegos sin especificar que habían cobrado por ello.
Según información publicada por Ars Technica que muestra un 'tuit' ya eliminado del administrador de Machinima Ron Smith anunciando la promoción y una copia en Pastebin del contrato con el grupo. La campaña también aparece en la actividad de Machinima en Poptent, una plataforma de intercambio de este tipo de acciones de marketing. También el medio señala que Microsoft no estaba al tanto con los contratos individuales que Machinima tenía con sus creadores de contenido, también agrega que la unión entre Machinima y Microsoft era una asociación de Marketing para promocionar la consola Xbox One.
Ars Technica dijo que Machinima estaba en conflicto con las regulaciones de la FTC que requieren que los destinatarios divulguen por completo que estaban siendo pagados por publicitar la consola. Machinima declaró que la cláusula de confidencialidad solo se aplicaba a los términos del acuerdo, y no a la existencia del acuerdo, y Microsoft finalizó la promoción y ordenó a Machinima que agregara revelaciones a los videos involucrados. En septiembre de 2015, la FTC y Machinima llegaron a un acuerdo propuesto sobre los cargos de que la campaña publicitaria no cumplió con las pautas de aprobación de la FTC, Machinima acordó "divulgar de manera destacada cualquier conexión material entre el patrocinador y el anunciante" en futuras campañas publicitarias y rechazar el pago a los creadores de videos que no incluyan dicha divulgación.

## Logros
| Procedido por | Canal con más suscriptores en Youtube                          | Sucedido Por |
| ------------- | -------------------------------------------------------------- | ------------ |
| JennaMarbles  | Machinima Clasificado a cuarto lugar en diciembre de 2012      | nigahiga     |
| Rihanna VEVO  | Machinima Respawn Clasificado al lugar 23 en noviembre de 2011 | Dave days    |